# オゴデイ家
オゴデイ家（オゴデイけ）は、チンギス・ハーンの三男オゴデイから始まる家系である。
チンギスの三男オゴデイは父の存命中からその戦役に従って多くの功績を立てた。温厚な人柄からチンギスに後継者に指名され、1229年にモンゴル帝国の第2代皇帝として即位した。オゴデイは耶律楚材ら多くの漢人ブレーンを重用して帝国内の整備を行い、金を滅ぼし、またジョチ家のバトゥらを大将にして西征を行わせて東欧にまで進出する。しかし南宋攻略には失敗し、皇太子のクチュまでも失った。このため有力な後継者を欠いたまま1241年にオゴデイが急死すると、後継をめぐってオゴデイ家とチャガタイ家、トルイ家とジョチ家の間で抗争が起きるが、オゴデイの皇后であったドレゲネの政治工作で1246年にオゴデイの長男グユクが第3代皇帝となる。
しかし1248年、グユクは急死した。ドレゲネも先年に没しており、オゴデイ家やチャガタイ家では有力な人材を欠いていた。オゴデイ家はクチュの子シレムンを擁立したが、ジョチ家のバトゥに推されたトルイ家のモンケが1251年に第4代皇帝に即位すると、モンケやバトゥの徹底的な粛清を受けたオゴデイ家ではシレムンをはじめ、グユクの皇后だったオグルガイミシュらが処刑され、以後はトルイ家のもとで細々と生きることになる。
しかしモンケの没後、トルイ家のクビライとアリクブケの間で帝位継承戦争が起きると、オゴデイの孫であるカイドゥはアリクブケに与してクビライと敵対した。継承戦争終結後もジョチ・ウルスやチャガタイ・ハン国を巻き込んでクビライと敵対した（詳細はオゴデイ・ハン国を参照）。
しかし1301年にカイドゥが死去すると、オゴデイ・ハン国は急速に衰退し、最終的にはチャガタイ・ハン国によって滅ぼされ、オゴデイ家の系統は仇敵であるトルイ家（クビライ家）を頼って没落した。